# Scotopteryx erichi
Scotopteryx erichi là một loài bướm đêm trong họ Geometridae.